# Paradoniscus degeesti
Paradoniscus degeesti es una especie de crustáceo isópodo terrestre de la familia Olibrinidae.

## Distribución geográfica
Es endémica de Socotra.